# Йозефіна Свобода
Йозефіна Свобода (нім. Josefine Swoboda, 29 січня 1861, Відень — 27 жовтня 1924, Відень) — австрійська художниця-портретистка, яка була однією з найактивніших портретистів Відня. У 1890 році вона отримала призначення придворної художниці при дворі королеви Вікторії.

## Біографія

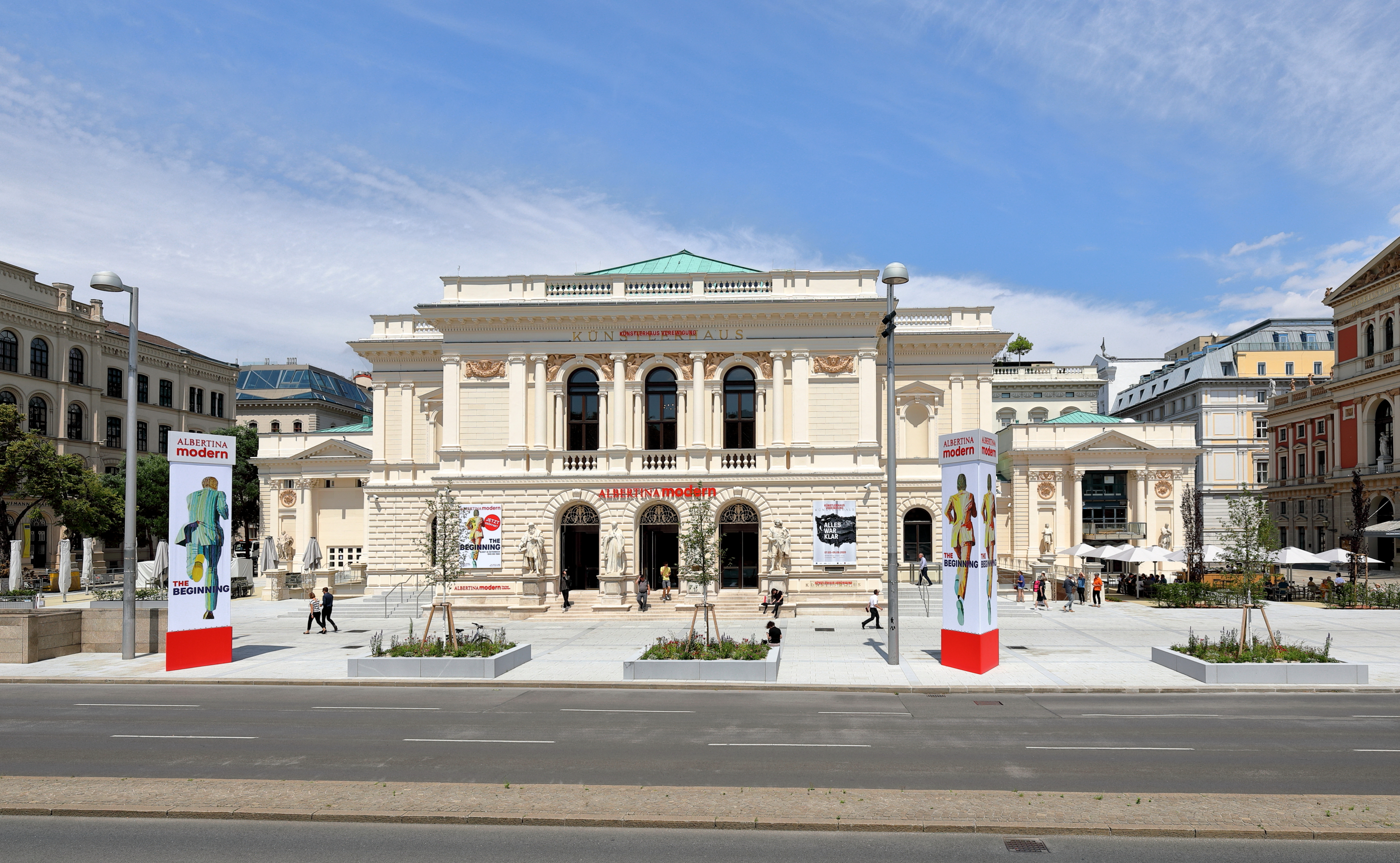
Будинок художників у Відні

Йозефіна Свобода походила з віденської родини художників, вона була дочкою художника-портретиста Едуарда Свободи (1814—1902) та його другої дружини Йозефіни (уродженої Мюллер; 1839—1906), і сестрою художника Рудольфа Свободи молодшого (1859—1914). Її дядьками були живописець пейзажів і тварин Рудольф Свобода (1819—1859) та художник-орієнталіст Леопольд Карл Мюллер (1834—1892).
Після домашніх уроків малювання у свого батька навчалася живопису в школі прикладних мистецтв, сьогодні це Віденський університет прикладних мистецтв. Уже у віці 19 років її картини мали успіх і швидко продавалися.
У 1886 році її прийняли як аматорку до Будинку художників у Відні. Потім її внесли до списку членів-кореспондентів Клубу акварелістів як художницю портретистку. Намалювала англійську королівську сім'ю.
З 1886 року вона регулярно виставляла свої роботи, переважно портрети, в Будинку художників у Відні, на інших міжнародних виставках, у тому числі 1887 року в Гамбурзі, у 1888 році в Мюнхені та Берліні, та в 1893 році на світовій виставці в Чикаго.

## Галерея

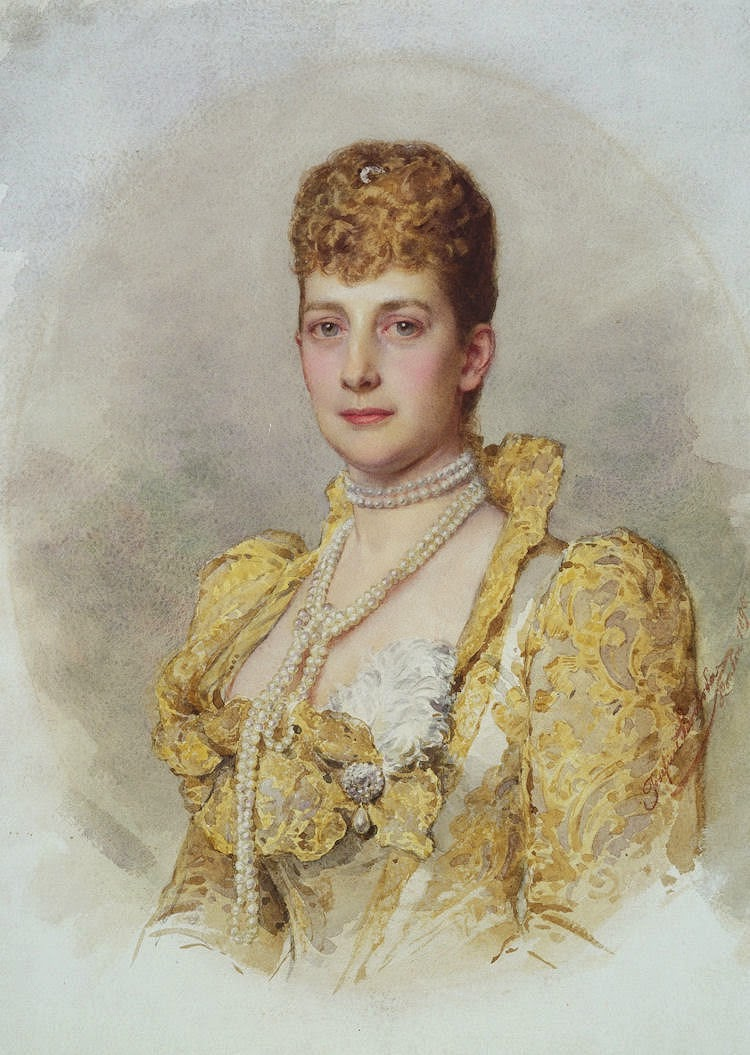
Портрет королеви Олександри (1895)
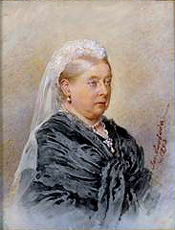
Портрет королеви Вікторії (1893)
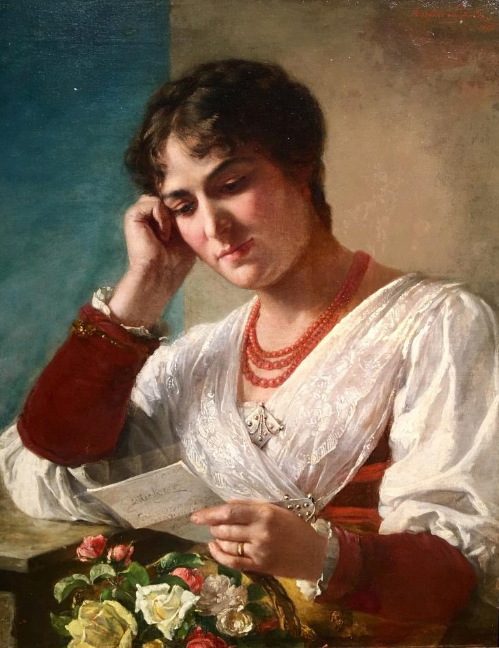
Лист (1886)
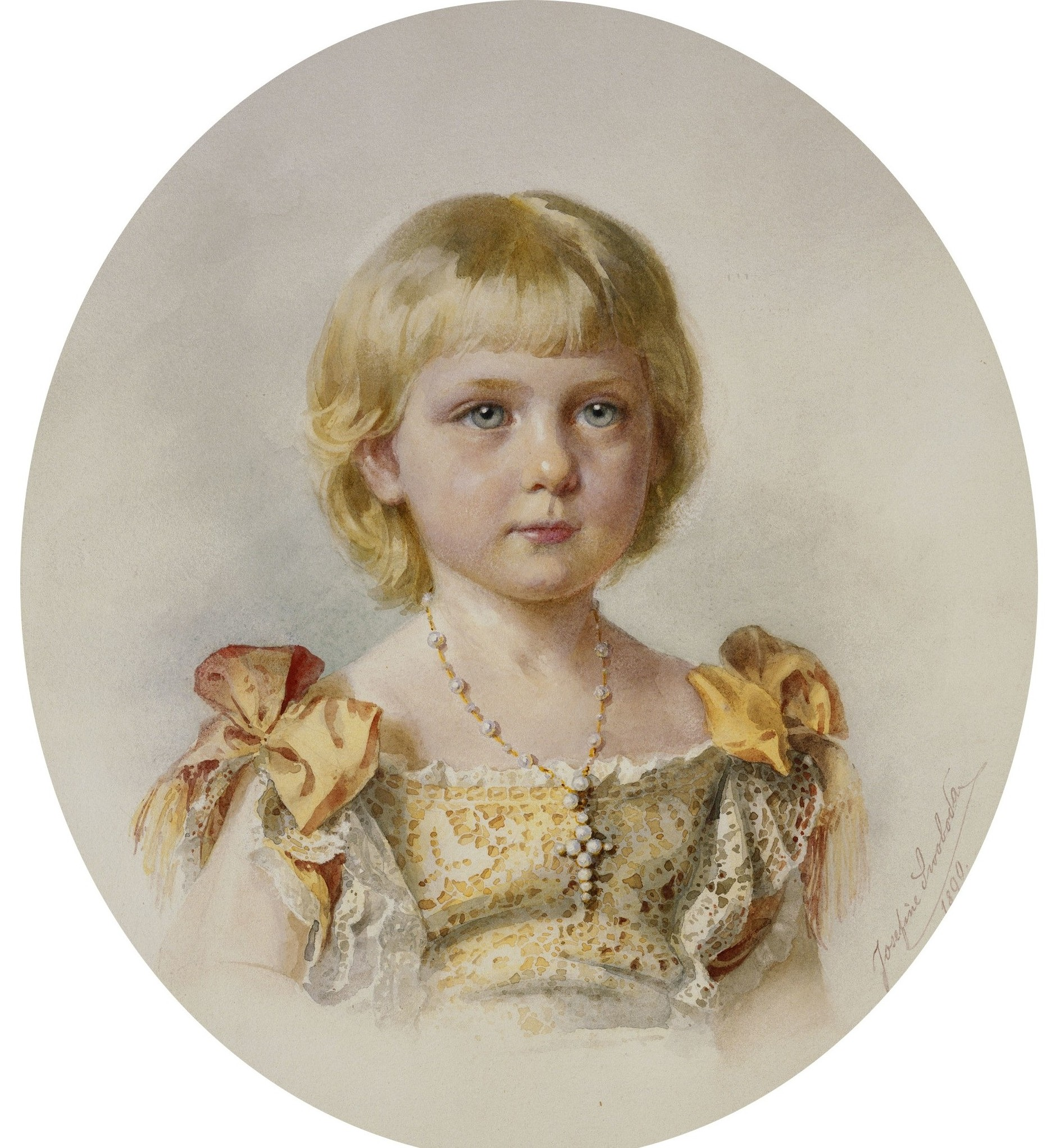
Портрет принцеси Вікторії Євгенії Баттенбергської (1890)
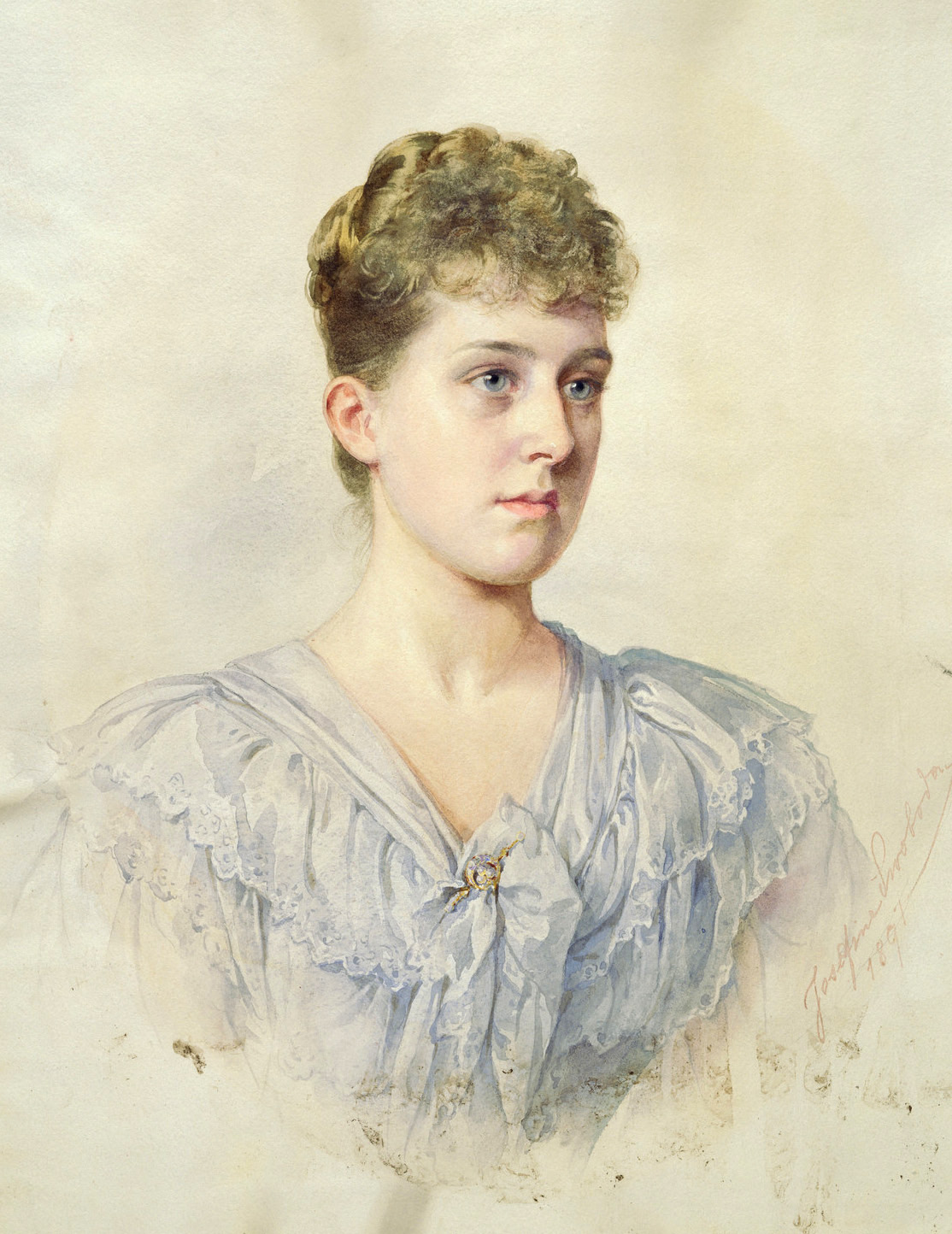
Портрет принцеси Марії Луїзи Шлезвіг-Гольштейнської (1890-ті)